# 楊盛
楊 盛（よう せい）は、後仇池の第2代君主。曾祖父は前仇池の第2代君主楊難敵。祖父は楊宋奴。父は楊仏拘。従弟は初代君主楊定。子は楊玄・楊難当。

## 略歴
394年10月に初代の楊定が西秦と戦い戦死したため、仇池を留守していた楊盛が跡を継いで仇池公となる。楊盛は自国の存続に腐心し、396年には後秦に服属して仇池公に、398年には北魏に服属して仇池王に、399年には東晋に服属して平羌校尉・仇池公に、404年にはその東晋から簒奪した楚の桓玄から西戎校尉に任命されるなどして、周辺諸国と巧みに外交関係を結んだ。
一方で軍事的衝突では404年から405年に西秦と、同じ405年に後秦と合戦しているが、大敗して子の楊難当を人質に差し出している。412年に楊盛は後秦から離反したため、その攻撃を受けたが撃退した。416年には後秦に侵攻し、417年に後秦が東晋により滅ぼされると、夏と関中の覇権をめぐって衝突した。420年に東晋が劉裕に簒奪されて滅びると、楊盛は新たに成立した南朝宋に服属し、422年には武都王に封じられたが、年号は東晋の義熙を使い続けた。425年6月に楊盛は死去し、子の楊玄が跡を継いだ。
その死に臨んで楊盛は、「私は既に年老いているので晋の臣下のままでいたい。しかし汝（楊玄）は宋の皇帝に仕えるように」と遺言した。